# Gustave Krafft
Gustave Krafft, vor 1920 auch Gustav Krafft, (* 21. Januar 1861 in Straßburg; † 1927; vollständiger Name: Gustave Henri Krafft) war ein französischer Architekt und Maler.
Zusammen mit dem ebenfalls aus Straßburg stammenden Gottfried Julius (Jules) Berninger, seinem späteren Schwager, studierte er 1878/1879 in Stuttgart und 1881–1886 an der École des Beaux-Arts in Paris bei Pascal. Wenige Jahre nachdem sie sich 1889 in Straßburg als Architekten niedergelassen hatten, wurde dort der Jugendstil populär. Infolge der Stadterweiterung kam es zu einer gesteigerten privaten und öffentlichen Bautätigkeit.
Krafft verwendete zeittypisch auch Elemente der Neorenaissance. 1894 baute er im Auftrag der Stadt das Hauptrestaurant in der Orangerie. 1895 schuf er das Stöber-Denkmal am Weinmarkt. Von 1897 bis 1900 bauten Berninger und Krafft die Villa Schützenberger.
Ab 1921 war Krafft Professor an der neugegründeten École régionale d’architecture in Straßburg. Im gleichen Jahr wurde ihm die palmes académiques und 1922 in Paris die große Medaille für Architektur verliehen.
Daneben betätigte er sich – insbesondere auf seinen Reisen in Frankreich, Italien, Griechenland, Ägypten und im Orient – als Aquarellmaler von Landschafts- und Architekturbildern.
Seine Schwester Amélie heiratete 1880 den aus Darmstadt stammenden Charles Hermann Goehrs (1846–1919), der von 1881 bis 1919 Leiter des Straßburger Zweigvereins der Evangelischen Gesellschaft war.